# Женственность

Рождение Венеры (Боттичелли) — классическое представление женственности

Же́нственность (также феми́нность или фемини́нность) — традиционная модель поведения и совокупность психических качеств женского пола, к которым обычно приписывают чувствительность, нежность, верность, сострадательность, заботливость. Понятие женственности задаётся социальной, культурной, этнической и возрастной средами. Противоположностью женственности является маскулинность (мужественность) — традиционная модель поведения и совокупность психических качеств мужского пола, включающая в себя такие черты, как смелость, независимость, уверенность в себе, эмоциональный контроль и рациональность. Выделяют вид дискриминации и угнетения на основе фемининного гендерного выражения — фэмфобия.

## История
Хотя в разные времена и в разных культурах женственность могла определяться по-разному, можно выделить ряд качеств, наиболее часто приписываемых женщинам: к их числу принадлежат чувствительность, капризность, мягкость, жертвенность, сострадательность, покорность, иррациональность. Эти представления, однако, не являются полностью универсальными. Одной из первых исследовательниц, изучавших различия в гендерных системах у разных народов, стала Маргарет Мид со своей работой «Пол и темперамент в трёх примитивных обществах» (1936). В ней она описала уклад трёх племён — арапешей, мундугуморов и чамбули; при этом у арапешей обоим полам было свойственно нежное, «женственное» в западном понимании поведение, мундугуморы, вне зависимости от пола, были подчёркнуто воинственными и «маскулинными», тогда как у чамбули женщины занимались физическим трудом и считались «практичным» полом, в отличие от мужчин, которые занимались в основном тем, что прихорашивались и украшали себя. Хотя некоторые её положения позднее подвергались серьёзной критике, эта работа стала важной вехой в истории культурной антропологии и гендерных исследований.
Во многих культурах женственность связывалась с материнством и сексуальностью — многие традиции приписывают божествам любви (Иштар, Афродита и т. д.) именно женский пол. В патриархальном обществе главные женские «добродетели» связаны с традиционными женскими ролями— замужеством, материнством, ведением хозяйства. Так, в библейской Книге притчей Соломоновых превозносится скромная и трудолюбивая жена, которая «добывает шерсть и лён, и с охотою работает своими руками» и «уста свои открывает с мудростью, и кроткое наставление на языке её». Добродетельной жене противопоставляется «прелюбодейная», «позорная жена» — это противопоставление находит отражение в средневековых русских и западных поучительных произведениях. В древнекитайской натурфилософии важнейшее место занимает концепция единства-противостояния инь и ян — двух фундаментальных начал; при этом инь ассоциируется с женским началом, но также с негативным, тёмным, холодным, влажным, пассивным, а ян — с мужским, позитивным, светлым, тёплым, сухим, активным. В индийской мифологии, напротив, именно женское начало (Пракрити, Шакти) считается деятельным.

## Природа или воспитание
Вопрос о том, являются ли гендерная идентичность и специфическое поведение врождёнными или формируются под влиянием среды, остаётся предметом дебатов. По словам известного психолога, бывшего президента Американской психологической ассоциации Дайаны Ф. Хэлперн, на их формирование влияют оба фактора, однако науке ещё предстоит узнать, насколько высока значимость каждого из них. Популярная в 1960-е и 1970-е годы теория, продвигавшаяся такими авторами, как Джон Мани и Анке Эрхардт, предполагает, что будущая гендерная самоидентификация и соответствующее поведение индивида определяются влиянием материнских гормонов, приводящим к формированию у эмбриона «мужского» или «женского» мозга. Позднее, однако, эта теория подвергалась критике с различных сторон и на сегодняшний день считается спорной. Существуют исследования, показывающие известные различия в психологии и психических способностях мужчин и женщин, однако, как указывают, например, Энн Галлахер и Джеймс Кауфман, на исполнение соответствующих задач часто влияет угроза подтверждения стереотипа: в обстановке «испытания» девочки и женщины, осознанно или нет, хуже выполняли задания, связанные со стереотипно «неженскими» областями деятельности, тогда как в других условиях они справлялись с ними намного успешнее. Распространена точка зрения, что «женственность» вообще целиком или преимущественно формируется под влиянием окружения: по словам Симоны де Бовуар, «женщиной не рождаются, ей становятся». Так, Кейт Миллет отмечала, что девочек с детства окружают особыми, специфически «девчачьими» игрушками, книжками, играми, напоминающими им об их женском «предназначении».
В аналитической психологии архетипические образы мужского и женского начал называются анимусом и анимой соответственно. Юнг связывал анимус с категоричными, жёсткими, принципиальными, направленными вовне решениями, а аниму — с подверженностью влияниям эмоций и настроений и направленностью внутрь. У женщин, по Юнгу, в бессознательном содержится анимус, у мужчины — анима. Так, связывая эти понятие с идеей души и бога, в своём манускрипте «Красная книга» он утверждал: «Если вы дети, ваш бог — женщина. Если вы женщины, ваш бог — мальчик. Если вы мужчины, ваш бог — девушка. Бог там, где вас нет. Итак: мудро иметь бога; это служит вашему совершенству. Девушка — сокрытое в себе будущее. Мальчик — порождающее будущее. Женщина: давшая рождение. Мужчина: зачавший». Таким образом качества, присущие мужскому и женскому, этим исследователем связывались с биологическими особенностями, а не ролью социального окружения.

## Фемфобия
Люди, проявляющие фемининное гендерное выражение, сталкиваются с фэмфобией (англ. femmephobia) — формой дискриминации и угнетения, связанного с принижением женственности в обществе. Фэмфобия культурно нормализована в том числе в ЛГБТ-пространствах. Так, женственные представители ЛГБТ-сообщества часто обвиняются в провоцировании гомофобии своим поведением.
Вне зависимости от своей гендерной идентичности и сексуальной ориентации, фемининные люди часто сталкиваются с предубеждением, что их фемининность означает доступность для мужчин. Часто данное предубеждение перетекает в сексуальные домогательства и дискриминацию.